# باري دوغلاس لامب
باري دوغلاس لامب (بالإنجليزية: Barry Douglas Lamb)‏ هو موسيقي بريطاني، ولد في 9 مايو 1963.